# Критерий Сильвестра
Критерий Сильвестра определяет, является ли симметричная квадратная матрица положительно (отрицательно, неотрицательно) определённой.
Пусть квадратичная форма имеет в каком-то базисе матрицу
{\displaystyle A=\left|{\begin{vmatrix}a_{11}&a_{12}&\ldots &a_{1n}\\a_{21}&a_{22}&\ldots &a_{2n}\\\ldots &\ldots &\ldots &\ldots \\a_{n1}&a_{n2}&\ldots &a_{nn}\end{vmatrix}}\right|.}
Тогда эта форма положительно определена тогда и только тогда, когда все её угловые миноры {\displaystyle \Delta _{i}} размеров i × i, где i пробегает все целые числа от 1 до n включительно, положительны; а отрицательно определена тогда и только тогда, когда знаки {\displaystyle \Delta _{i}} чередуются, причём {\displaystyle \Delta _{1}<0}. Здесь угловыми минорами матрицы {\displaystyle A} называются определители вида
{\displaystyle \Delta _{1}=a_{11},\ \Delta _{2}={\begin{vmatrix}a_{11}&a_{12}\\a_{21}&a_{22}\end{vmatrix}},\ldots ,\Delta _{i}={\begin{vmatrix}a_{11}&a_{12}&\ldots &a_{1i}\\a_{21}&a_{22}&\ldots &a_{2i}\\\ldots &\ldots &\ldots &\ldots \\a_{i1}&a_{i2}&\ldots &a_{ii}\end{vmatrix}},\ldots }

## Доказательство

### Критерий положительной определённости квадратичной формы
Критерий гласит, что
| для положительной определённости квадратичной формы необходимо и достаточно, чтобы угловые миноры её матрицы были положительны. |

Его доказательство основано на методе Якоби приведения квадратичной формы к каноническому виду.

#### Доказательствонеобходимости
Пусть {\displaystyle q(x)} — положительно определённая квадратичная форма. Тогда j-й диагональный элемент положителен, так как {\displaystyle q(e_{j})>0}, где {\displaystyle e_{j}} — вектор со всеми нулевыми координатами, кроме j-й. При приведении матрицы к каноническому виду в силу невырожденности угловых миноров стро́ки не нужно будет переставлять, поэтому в итоге знаки главных миноров матрицы не изменятся. А в каноническом виде диагональные элементы положительны, а значит и миноры положительны; следовательно, (так как их знак не менялся при преобразованиях) у положительно определённой квадратичной формы в любом базисе главные миноры матрицы положительны.

#### Доказательстводостаточности
Дана симметричная квадратичная форма, все угловые миноры которой положительны. Рассмотрим сначала первый диагональный элемент в каноническом виде: его знак определяется первым угловым минором. Далее, знак числа {\displaystyle \Delta _{i+1}/\Delta _{i}} определяет знак (i + 1)-го элемента в диагональном виде. Получается, что в каноническом виде все элементы на диагонали положительные, то есть квадратичная форма определена положительно.

## Критерий отрицательной определённости квадратичной формы
| Для отрицательной определённости квадратичной формы необходимо и достаточно, чтобы угловые миноры чётного порядка её матрицы были положительны, а нечётного порядка — отрицательны. |

Доказательство сводится к предыдущему случаю, так как матрица {\displaystyle A} является отрицательно определённой тогда и только тогда, когда матрица {\displaystyle -A} является положительно определённой. При замене матрицы {\displaystyle A} на противоположную главные миноры нечётного порядка меняют знак, а главные миноры чётного порядка остаются такими же в силу основных свойств определителей.

## Критерий полуопределённости квадратичной формы
Для положительно полуопределённых матриц критерий звучит подобным образом: форма положительно полуопределена тогда и только тогда, когда все главные миноры неотрицательны. Здесь главным минором называется определитель подматрицы, симметричной относительно главной диагонали, то есть подматрицы, у которой множества задающих её номеров столбцов и строк одинаковые (напр. 1-й и 3-й столбцы и строки, на пересечении которых расположена матрица).
Неотрицательности только угловых миноров недостаточно, что следует из контрпримера {\displaystyle {\begin{pmatrix}0&0\\0&-1\end{pmatrix}}}: {\displaystyle \Delta _{1}=\Delta _{2}=0\geqslant 0}, но форма не является положительно полуопределённой.